# Sofie z Merenbergu
Sofie z Merenbergu (1. června 1868, Ženeva – 14. září 1927, Londýn) byla nejstarší dcera prince Mikuláše Viléma Nasavského a jeho morganatické manželky Natálie Alexandrovny Puškiny, které byl udělen titul hraběnka z Merenbergu.

## Původ a rodina
Sofie se narodila ve švýcarské Ženevě jako první dítě nasavského prince Mikuláše Viléma a ruské šlechtičny Natálie Alexandrovny Puškiny. Protože manželství jejích rodičů bylo považováno za moqanatické, nebyla Sofie způsobilá nosit titul nebo postavení svého otce. Jejími prarodiči byli vévoda Vilém Nasavský a princezna Pavlína Württemberská a ruský básník Alexandr Sergejevič Puškin a jeho manželka Natálie Puškina.
Její bratr, hrabě Jiří Mikuláš z Merenbergu (1871–1948), se 12. května 1895 v Nice poprvé oženil s princeznou Olgou Alexandrovnou, dcerou cara Alexandra II. a jeho morganatické manželky Kateřiny Dolgorukové. Sofie se sama později provdala za carova bratrance Michaila Michajloviče Romanova.

## Manželství a potomci
26. února 1891 se dvaadvacetiletá Sofie stala při tajném obřadu v italském Sanremu morganatickou manželkou o sedm let staršího ruského velkoknížete Michaila Michajloviče, vnuka cara Mikuláše I. Manželé byli příbuzní, její otec byl vzdáleným bratrancem velkoknížete. Setkali se v Nice a okamžitě se do sebe zamilovali. Když se jeho matka dozvěděla o tajném sňatku s nevěstou nerovného postavení, zhroutila se, onemocněla a následně v Charkově zemřela na infarkt. Michail byl viněn z její smrti a bylo mu zakázáno účastnit se pohřbu. Pak byl zbaven svého vojenského postavení a poslán do exilu.
V roce 1891 Sofii její strýc Adolf Lucemburský jmenoval hraběnkou de Torby. Titul byl rozšířen na všechny tři děti páru.
Manželé spolu měli dvě dcery a syna:
- Anastázie Michajlovna de Torby, známá jako "Zia" (9. září 1892 – 7. prosince 1977)
- Naděžda Michajlovna de Torby, známá jako "Naďa" (28. března 1896 – 26. ledna 1963)
- Michail Michajlovič de Torby (8. října 1898 – 8. května 1959)

## Pozdější život
Před první světovou válkou žila s manželem v Kenwood House v Hampsteadu v Londýně. Ruská revoluce však snížila finance velkoknížete. Navzdory tomu se manželé přátelili s králem Jiřím V. a královnou Marií a nadále se účastnili společenských událostí.
Sofie zemřela 13. září 1927 ve věku 59 let v Londýně a byla pohřbena na hřbitově v Hampsteadu. Velkokníže Michail se nakazil chřipkou a zemřel 26. dubna 1929 ve věku 67 let taktéž v Londýně. Pohřben byl vedle své manželky.